# Petrosimonia oppositifolia
Petrosimonia oppositifolia är en amarantväxtart som först beskrevs av Pall., och fick sitt nu gällande namn av Dmitrij Litvinov. Petrosimonia oppositifolia ingår i släktet Petrosimonia och familjen amarantväxter.

## Underarter
Arten delas in i följande underarter:
- P. o. pilosior
- P. o. decumbens